# Dries Ewalds
Andreas Bernardus Joseph (Dries) Ewalds (Tegelen, 9 maart 1913 – Maasbracht, 24 juni 1991)  was een Nederlands politicus van de KVP.
Hij begon zijn loopbaan op 1 januari 1928 op de gemeentesecretarie van zijn geboorteplaats Tegelen. Hij was ruim 4 jaar gemeentesecretaris van Grubbenvorst voor hij in augustus 1949 benoemd werd tot burgemeester van Maasbracht wat hij tot 1978 zou blijven. Vanaf november 1980 was Ewalds nog ruim een jaar waarnemend burgemeester van Merkelbeek. 
Hij overleed op 78-jarige leeftijd.